# کرنک
مجتمع معبد کَرنَک، که بیشتر به عنوان کرنک شناخته می‌شود، شامل ترکیب گسترده‌ای از معابد کهن، کوچک، برج‌ها و ساختمان‌های دیگر مربوط به مصر باستان و در محل تبس پایتخت باستانی مصر است. ساختن این مجموعه در زمان سلطنت سنوسرت یکم در دوران پادشاهی میانه آغاز شد و در دوره بطلمیوسی ادامه پیدا کرد، اگر چه بسیاری از ساختمان‌های موجود از زمان پادشاهی نوین هستند.
نام مجموعهٔ کرنک گرفته شده از روستایی به نسبت جدید در نزدیکی آن به نام الکرنک در حدود ۲٫۵ کیلومتری شمال لوکسور (اقصر) است.

## بررسی مکانی
این مجموعه، یک موزه وسیع در هوای آزاد است و بزرگترین مکان مذهبی باستانی در جهان است. اعتقاد بر این است که این مکان، دومین مکان پر بازدید تاریخی در مصر پس از مجموعه اهرام جیزه در نزدیکی قاهره است. کرنک از چهار بخش اصلی تشکیل می‌شود که در حال حاضر تنها بزرگ‌ترین آن برای عموم و مردم باز است. کرنک بیشتر به عنوان حوزه آمون-رع شناخته شده، زیرا این تنها قسمتی است که بیشتر بازدیدکنندگان به‌طور معمول می‌بینند. سه قسمت دیگر، حوزه موت، حوزه مونتو و معبد آمنهوتب چهارم بر همگان بسته شده‌اند. همچنین چند معبد کوچک و محراب به حوزه موت، حوزه آمون-رع و معبد اقصر یا (معبد لوکسور) متصل شده‌اند.
حوزه موت بسیار باستانی است؛ این حوزه که به خدای زمین و خدای آفرینش اختصاص داده شده، ولی هنوز این حوزه ترمیم نشده است. معبد اصلی، نابود شده بود و قسمتی از آن به دست هتشپسوت ترمیم شده بود. اگر چه فرعون دیگری اطرافش را به منظور تغییر مرکز یا جهت‌گیری منطقه مقدس، ساخت؛ شاید خیلی از بخش‌های آن از ساختمان برداشته شده و برای ساختمان‌های دیگر استفاده شده باشد.
تفاوت کلیدی بین کرنک و بسیاری از معابد و مکان‌های دیگر مصر این است که در طول زمان توسعه یافته و مورد استفاده قرار گرفته‌است. ساخت معابد در دوران پادشاهی میانه مصر آغاز شد و در دوران بطلمیوسی ادامه یافت. تقریباً سی نفر از فراعنه با ساخت و افزودن بناها کمک کردند تا مجموعه در نهایت به یک اندازه، پیچیدگی و تنوعی برسد که در هیچ مکان دیگری یافت نمی‌شود. بعضی از ویژگی‌های منحصر به فرد کرنک واقعاً بی‌نظیرند.
یکی از معروفترین مناظر کرنک، راهروی بزرگ هیپوستل در حوزه آمون-رع است، یک راهروی بزرگ با مساحت ۵٬۰۰۰ متر مربع و ۱۳۴ ستون عظیم در ۱۶ ردیف منظم.
۱۲۲ عدد از ستون‌ها دارای ۱۰ متر ارتفاع هستند و بقیه ۱۲ ستون، دارای ۲۱ متر ارتفاع و با قطری بیش از ۳ متر هستند.
فرسب‌های سقف این ستون‌ها با ۷۰ تن وزن تخمین زده می‌شوند.